# Daniel Lissing
Daniel Lissing est un acteur et chanteur-compositeur[réf. nécessaire] australien, né à Sydney le 4 octobre 1981. 
Il a joué Conrad De Groot dans la série Crownies (en) en 2011. La même année il a joué un militaire dans la série Last Resort. Entre 2014 et 2018 (saison 1 à 5), il a joué le rôle de Jack Thornton dans la série Le cœur a ses raisons.

## Carrière
Il commence sa carrière en 2006, dans la série Summer Bay où il joue un pompier, Dave Elder.
En 2011, il rejoint la distribution de Crownies où il joue Conrad de Groot, le fiancé de l'avocat Tatum Novak (Indiana Evans), jusqu'à la fin de la saison. La même année il jouera dans le film Entwine, un film australien où il jouera le rôle d'Aiden. En 2012, il est annoncé qu'il jouera dans la série Last Resort dans le rôle de James King un simple militaire de l'US Navy. Cette même année il participe au film The Cure (en) où il joue Ryan Earl, un chercheur en manque de reconnaissance, travaillant dans une société pharmaceutique qui a développé un remède contre le cancer de nombreuses années auparavant mais ne l’a pas publié parce que cela détruirait leurs ventes de médicaments de chimiothérapie.
Depuis 2014, il joue aux côtés d'Erin Krakow dans la série Le cœur à ses raisons. Le 23 avril 2018, il confirme son départ de la série après 5 saisons.

## Filmographie

### Télévision
- 2011 : Crownies (en) : Conrad De Groot
- 2012 : Last Resort : officier James King des Navy SEALs (VF : Axel Kiener)
- 2014-2018 : Le coeur a ses raisons, saison 1 à 5 : Jack Thornton (VF : Axel Kiener)
- 2015 : Eye Candy, épisodes 1 et 8 : Ben Miller
- 2016 : La mariée de Noël : Seith (VF : Axel Kiener)
- 2016 : Timeless, épisode L'Assassinat de Jesse James : Jesse James (VF : Eilias Changuel)
- 2017 : Blindspot, épisode Le Bouclier : Tom Jakeman
- 2018 : Noël, couronnes et pâtisseries : Nick Carlingso (VF : Stanislas Forlani)
- 2018-2019 : S.W.A.T., 5 épisodes : Ty
- 2019 : The Rookie : Le flic de Los Angeles, épisode Le Point de rupture : Sterling Freeman (VF : Eilias Changuel)
- 2022 : Noël est servi : Carlson

### Cinéma
| Année | Titre           | Rôle      | Notes         |
| ----- | --------------- | --------- | ------------- |
| 2009  | Whiteline       | Matt      |               |
| 2009  | Multiple Choice | Mark      |               |
| 2011  | Entwined        | Aiden     |               |
| 2010  | The Game        | James     |               |
| 2012  | John Doe        | Jake      |               |
| 2014  | The Cure        | Ryan Earl |               |
| 2015  | The Answer      | Nathan    | Court métrage |